# Biskupin (powiat żniński)
Biskupin (niem. Urstätt) – wieś w województwie kujawsko-pomorskim, w powiecie żnińskim, w gminie Gąsawa (na Pojezierzu Gnieźnieńskim). Leży w obrębie regionu historyczno-etnograficznego zwanego Pałukami.

## Historia

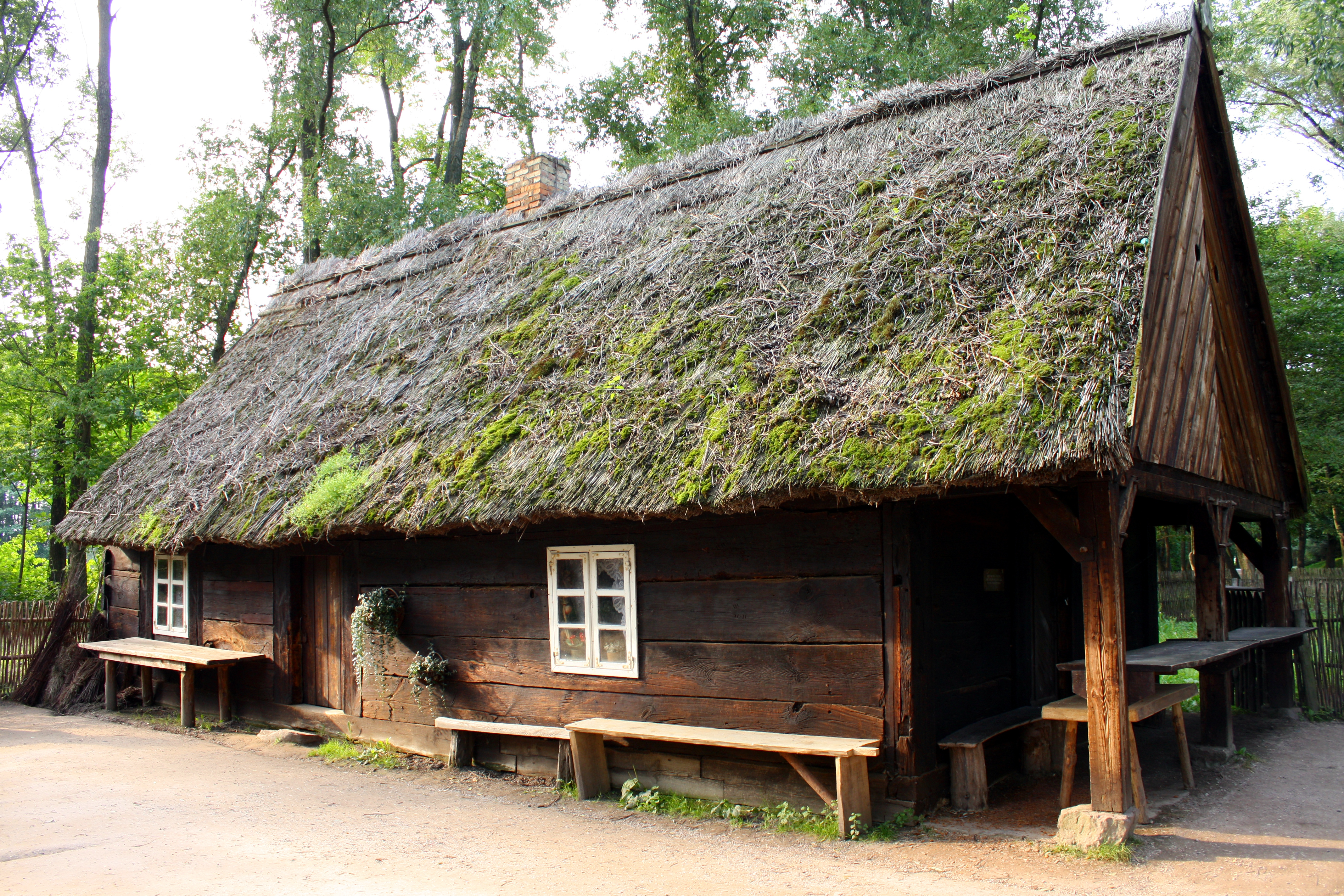
Dom podcieniowy

Na jej terenie znajduje się stanowisko archeologiczne Biskupin. Wieś klucza żnińskiego arcybiskupstwa gnieźnieńskiego, położona była w XVII wieku w powiecie kcyńskim województwa kaliskiego.

## Demografia
W latach 1975–1998 miejscowość należała do województwa bydgoskiego. Według Narodowego Spisu Powszechnego (2011) liczyła 314 mieszkańców. Jest szóstą co do wielkości miejscowością gminy Gąsawa.

## Zabytki
Według rejestru zabytków NID na listę zabytków wpisany jest drewniany dom podcieniowy z XIX w. (na terenie muzeum), nr rej.: A/1625 z 24.01.2013.